# Bouillé-Ménard

Bouillé-Ménard este o comună în departamentul Maine-et-Loire, Franța. În 2009 avea o populație de 740 de locuitori.